# 巴西 (傳說島嶼)
巴西是愛爾蘭傳說中的島嶼，位在愛爾蘭西方。這座島平時被濃霧所遮蓋著，每七年中的一天濃霧才會散去。
中世紀的許多古地圖都記載了巴西。也有許多探險家曾試圖尋找巴西，但大多都徒勞無功。1674年，尼斯貝船長稱自己曾找到過這座島嶼，並描述島上棲息活著體型巨大且生性凶暴的黑色兔子，島中央有個魔法師的城堡:62。

## 延伸閱讀
- Sean Lynch. . Utopian Studies. 2010, 21 (1): 5–15. doi:10.1353/utp.0.0003.